# Condado de Bielsko-Biała
Nota linguística: Não confundir hrabstwo (condado) com powiat (divisão administrativa)..
Bielsko-Biała (polaco: powiat bielski) é um powiat (condado) da Polónia, na voivodia de Silésia. A sede do condado é a cidade de Bielsko-Biała. Estende-se por uma área de 457,23 km², com 149 741 habitantes, segundo os censos de 2005, com uma densidade 327,5 hab/km².

## Divisões admistrativas
O condado possui:
Comunas urbanas: Szczyrk
Comunas urbana-rurais: Czechowice-Dziedzice, Wilamowice
Comunas rurais: Bestwina, Buczkowice, Jasienica, Jaworze, Kozy, Porąbka, Wilkowice
Cidades: Szczyrk, Czechowice-Dziedzice, Wilamowice

## Demografia
População (dados de 30 de Junho de 2005):
|          | Total   | Total | Mulheres | Mulheres | Homens  | Homens |
| -------- | ------- | ----- | -------- | -------- | ------- | ------ |
|          | pessoas | %     | pessoas  | %        | pessoas | %      |
| Total    | 149 741 | 100   | 77 064   | 51,5     | 72 677  | 48,5   |
| Cidades  | 43 453  | 100   | 22 635   | 52,1     | 20 818  | 47,9   |
| Povoados | 106 288 | 100   | 54 429   | 51,2     | 51 859  | 48,8   |